# Peleteria javana
Peleteria javana är en tvåvingeart som beskrevs av Christian Rudolph Wilhelm Wiedemann 1819. Peleteria javana ingår i släktet Peleteria och familjen parasitflugor. Inga underarter finns listade i Catalogue of Life.